# Campeonato Sergipano de Futebol de 1990
O Campeonato Sergipano de Futebol de 1990 foi a 67º edição da divisão principal do campeonato estadual de Sergipe. O campeão foi o Confiança que conquistou seu 12º título na história da competição. O artilheiro do campeonato foi Audair, jogador do Confiança, com 15 gols marcados.

## Premiação
| Campeonato Sergipano de 1990   |
| Aracaju                        |
| ------------------------------ |
| Confiança Campeão (12º título) |